# Pandelis Chadzidiakos
Pandeleimon "Pandelis" Chadzidiakos (gr. Παντελής Χατζηδιάκος, ur. 18 stycznia 1997 w Rodos) – grecki piłkarz grający na pozycji środkowego obrońcy w duńskim klubie FC Kopenhaga.

## Kariera piłkarska
Swoją karierę piłkarską Chadzidiakos rozpoczął w 2008 roku w szkółce piłkarskiej Panathinaikosu. Następnie w 2011 roku wyjechał do Holandii i podjął treningi w AZ Alkmaar. W 2015 roku awansował do pierwszej drużyny. 13 grudnia 2015 roku zadebiutował w niej w pierwszej lidze holenderskiej w przegranym 1:2 wyjazdowym meczu z PEC Zwolle. W sezonie 2019/2020 wywalczył z AZ wicemistrzostwo Holandii. Łącznie w barwach tego zespołu rozegrał 152 spotkania w Eredivisie, w których strzelił 3 gole. W 2023 roku przeszedł do Cagliari. W Serie A swój pierwszy mecz rozegrał 17 września 2023 roku przeciwko Udinese (0:0). W 2024 roku został wypożyczony na jeden sezon do FC Kopenhagi. W Superligaen zadebiutował 14 września 2024 roku w przegranym 1:2 spotkaniu z FC Midtjylland. W 2025 roku wywalczył z zespołem mistrzostwo oraz Puchar Danii. W tym samym roku FC Kopenhaga wykupiła Chadzidiakosa z Cagliari.

## Kariera reprezentacyjna
Chadzidiakos występował w reprezentacjach Holandii U-16 oraz U-17, a następnie podjął decyzję o reprezentowaniu Grecji. Ma za sobą występy w kadrze U-17 i U-21 tego kraju. 12 października 2019 roku zadebiutował w pierwszej reprezentacji Grecji w przegranym 0:2 meczu eliminacji do Euro 2020 z Włochami, rozegranym w Rzymie.

## Statystyki

### Klubowe
Stan na 12 lipca 2025
| Sezon   | Klub                | Kraj     | Rozgrywki      | Mecze | Gole |
| ------- | ------------------- | -------- | -------------- | ----- | ---- |
| 2015/16 | AZ Alkmaar          | Holandia | Eredivisie     | 4     | 0    |
| 2016/17 | AZ Alkmaar          | Holandia | Eredivisie     | 4     | 0    |
| 2016/17 | Jong AZ Alkmaar     | Holandia | Tweede divisie | 24    | 0    |
| 2017/18 | AZ Alkmaar          | Holandia | Eredivisie     | 26    | 1    |
| 2017/18 | Jong AZ Alkmaar     | Holandia | Eerste divisie | 5     | 0    |
| 2018/19 | AZ Alkmaar          | Holandia | Eredivisie     | 17    | 1    |
| 2019/20 | AZ Alkmaar          | Holandia | Eredivisie     | 11    | 1    |
| 2019/20 | Jong AZ Alkmaar     | Holandia | Eerste divisie | 2     | 0    |
| 2020/21 | AZ Alkmaar          | Holandia | Eredivisie     | 23    | 0    |
| 2021/22 | AZ Alkmaar          | Holandia | Eredivisie     | 32    | 0    |
| 2022/23 | AZ Alkmaar          | Holandia | Eredivisie     | 33    | 0    |
| 2023/24 | AZ Alkmaar          | Holandia | Eredivisie     | 2     | 0    |
| 2023/24 | Cagliari Calcio     | Włochy   | Serie A        | 13    | 0    |
| 2024/25 | FC Kopenhaga (wyp.) | Dania    | Superligaen    | 24    | 1    |

### Reprezentacyjne
Stan na 12 lipca 2025
| Reprezentacja | Rok     | Mecze | Bramki |
| ------------- | ------- | ----- | ------ |
| Grecja        | 2019    | 4     | 0      |
| Grecja        | 2020    | 4     | 0      |
| Grecja        | 2021    | 5     | 0      |
| Grecja        | 2022    | 10    | 0      |
| Grecja        | 2023    | 8     | 0      |
| Grecja        | 2024    | 4     | 0      |
| Grecja        | 2025    | 1     | 0      |
| Ogólnie       | Ogólnie | 36    | 0      |